# Would've, Could've, Should've
"Would've, Could've, Should've" é uma canção da cantora e compositora norte-americana Taylor Swift, incluída como faixa bônus na edição estendida (3am Edition) de seu décimo álbum de estúdio Midnights (2022), lançada três horas após o lançamento da edição padrão em 21 de outubro de 2022, através da Republic Records. Escrita e produzida por Swift e Aaron Dessner, "Would've, Could've, Should've" é uma faixa pop com elementos de rock alternativo e soft rock e seu conteúdo lírico apresenta a narradora detalhando sobre um relacionamento amoroso arruinado e impróprio para a sua idade no passado, e como ela carrega traumas, medos e arrependimento.
"Would've, Could've, Should've" foi altamente aclamada pela crítica, muitas vezes escolhida como um destaque do álbum. A canção estreou em várias paradas musicais, incluindo Canadá, Grécia, Filipinas, Portugal e Suécia. Nos Estados Unidos, alcançou a 20ª posição da Billboard Hot 100.

## Antecedentes
Em 28 de agosto de 2022, Swift anunciou seu décimo álbum de estúdio, Midnights, em seu discurso de aceitação do prêmio de Video do Ano por "All Too Well (10 Minute Version)" no MTV Video Music Awards de 2022.
Em 21 de outubro de 2022, Midnights foi lançado às 00:00 EDT. Três horas depois, Swift anunciou o lançamento surpresa de Midnights (3am Edition), que inclui "Would've, Could've, Should've".

## Composição
A música foi escrita e produzida por Swift e Aaron Dessner. "Would've, Could've, Should've" é uma música pop com elementos de soft rock. A letra é sobre explorar os sentimentos de uma narradora quando ela tinha 19 anos e namorava um homem mais velho. Conforme a música progride, ela expressa como o relacionamento deles ainda a assombra.

## Recepção da crítica
Quinn Moreland, escrevendo para a Pitchfork, a nomeou como uma das melhores músicas da carreira de Swift e aponta que a música parece ser uma sequência de "Dear John", de seu terceiro álbum de estúdio, Speak Now (2010). Callie Ahlgrim, do Insider, elogiou a música como a melhor faixa de Midnights, comparando-a com "Dear John" de Swift, dizendo que era mais "urgente" e "intrincada" e disse que deveria ter sido a faixa cinco. Shirley Li, do The Atlantic, a chamou de "melhor" e "mais emocionante" música na versão estendida.

## Tabelas musicais
| Tabela musical (2022)                    | Melhor posição |
| ---------------------------------------- | -------------- |
| Canadá (Canadian Hot 100)                | 18             |
| Global 200 (Billboard)                   | 21             |
| Grécia (IFPI)                            | 49             |
| Filipinas (Billboard)                    | 23             |
| Portugal (AFP)                           | 66             |
| Suécia - Heatseeker (Sverigetopplistan)  | 4              |
| Reino Unido - UK Audio Streaming (OCC)   | 31             |
| Reino Unido - UK Singles Downloads (OCC) | 11             |
| Reino Unido - UK Singles Sales (OCC)     | 15             |
| Estados Unidos - Billboard Hot 100       | 20             |